# Râul Bârjaba
Râul Bârjaba este un curs de apă, primul afluent de stânga (din 58) al râului Bistrița Aurie.

## Generalități
Râul Bârjaba nu are afluenți semnificativi și nici nu trece prin vreo localitate. Bazinul său hidrografic se limitează la pantele nord-estice ale vârfului muntelui omonim, Bârjaba.

## Hărți
- Harta județului Suceava
- Harta județului Maramureș
- Munții Suhard  Arhivat în 16 decembrie 2009, la Wayback Machine.